# 16513 Vasks
A 16513 Vasks (ideiglenes jelöléssel 1990 VP6) a Naprendszer kisbolygóövében található aszteroida. Eric Walter Elst fedezte fel 1990. november 15-én.